# Triwie
Triwie (Triviidae) – rodzina ślimaków morskich z rzędu Littorinimorpha.

## Morfologia
Triviidae to ślimaki o małych rozmiarach. Ich muszle są kształtu owalnego lub kulistawego, powierzchnia zewnętrzna zwykle jest spiralnie karbowana albo guzkowata, jednolicie zabarwiona lub plamkowana, nigdy w paski. Wszystkie gatunki mają muszle inwolutne tzn. skrętka jest zasłonięta przez młodsze skręty. Poprzeczne, spiralne karbowania na grzbiecie przechodzą u dołu w zęby wargi zewnętrznej i wrzeciona. Powierzchnia zewnętrzna w odróżnieniu od muszli porcelanek nie jest błyszcząca. Ujście jest długie, proste i wąskie, a kanał syfonu bardzo krótki. Brak warstwy konchiolinowej i wieczka. Noga jest zwykle długa i wąska. Na głowie spoczywają dwa długie czułki z oczami u podstawy. Płaszcz po bokach ciała tworzy dwa szerokie płaty okrywające niekiedy całkowicie muszlę od zewnątrz. U samców za prawym czułkiem, wewnątrz jamy płaszczowej znajduje się dość dużych rozmiarów penis.

## Zasięg występowania
Występują prawie na całym świecie od strefy klimatycznej umiarkowanej do tropikalnej.

## Ekologia
Są to zwierzęta mięsożerne. Żyją pod skałami i w szczelinach skalnych, na piasku koralowym, łąkach morskich w ścisłym związku z osłonicami. Ciało osłonic, oprócz tego, że stanowi pokarm tych ślimaków, dodatkowo jest środowiskiem, w którym samice podczas okresu rozpłodowego składają jaja. Triviidae zajmują wody od strefy litoralnej do głębin. 

## Podział systematyczny
Do rodziny Triviidae należą następujące rodzaje:
- Cleotrivia Iredale, 1930
- Discotrivia C.N. Cate, 1979
- Dolichupis Iredale, 1930
- Ellatrivia Cotton & Godfrey, 1932
- Gregoia Fehse, 2015
- Laevitrivia Fehse & Vicián, 2021 †
- Niveria Jousseaume, 1884
- Novatrivia Fehse, 2015
- Prototrivia Schilder, 1941 †
- Pseudopusula Fehse & Grego, 2014
- Purpurcapsula Fehse & Grego, 2009
- Pusula Jousseaume, 1884
- Quasipusula Fehse & Grego, 2014
- Semitrivia Cossmann, 1903
- Trivellona Iredale, 1931
- Trivia Gray, 1837
- Triviella Jousseaume, 1884
- Trivirostra Jousseaume, 1884